# Релације неодређености
У квантној механици, Хајзенбергов принцип неодређености даје у облику прецизних неједнакости да одређени парови физичких својстава, као што су позиција и моменат, не могу да буду истовремено познати са арбитрарно високом прецизношћу. Другим речима, што је прецизније једно својство измерено, то се мање прецизно друго својство може измерити.
Првобитно уведен 1927. од стране немачког физичара Вернера Хајзенберга, принцип неизвесности каже да што је прецизније одређен положај неке честице, то се мање прецизно може предвидети њен импулс из почетних услова, и обрнуто. У објављеном раду из 1927. Хајзенберг закључује да је принцип неизвесности првобитно био {\displaystyle \Delta }p{\displaystyle \Delta }q ~ h користећи пуну Планкову константу. Формалну неједнакост која се односи на стандардну девијацију положаја σx и стандардну девијацију момента σp извели су Ерл Хесе Кенард касније те године и Херман Вејл 1928. године.
Историјски, принцип несигурности се мешао са сродним ефектом у физици, који се назива ефекат посматрача, који примећује да се мерења одређених система не могу вршити без утицаја на систем, односно без промене нечега у систему. Хајзенберг је користио такав ефекат посматрача на квантном нивоу (види доле) као физичко „објашњење“ квантне несигурности. Од тада је, међутим, постало јасније да је принцип несигурности инхерентан својствима свих система сличних таласима, и да настаје у квантној механици једноставно због таласне природе материје свих квантних објеката. Дакле, принцип неизвесности заправо наводи фундаментално својство квантних система и није изјава о успеху посматрања тренутне технологије. Заиста, принцип неизвесности има своје корене у томе како se примењује рачун за писање основних једначина механике. Мора се нагласити да мерење не подразумева само процес у коме учествује физичар-посматрач, већ пре било какву интеракцију између класичних и квантних објеката без обзира на било ког посматрача.
Пошто је принцип неодређености тако базан резултат у квантној механици, типични експерименти у квантној механици рутински посматрају његове аспекте. Одређени експерименти, међутим, могу намерно тестирати одређени облик принципа неизвесности као део свог главног истраживачког програма. Ово укључује, на пример, тестове односа број-фазне несигурности у системима суперпроводљивости или квантне оптике. Примене које зависе од принципа несигурности за њихов рад укључују технологију изузетно ниске буке, као што је она потребна у интерферометрима гравитационих таласа.

## Хајзенбергове релације неодређености
Резултат идеалног мерења у квантној физици је увек карактерисан статистичком расподелом. Стандардна девијација ове расподеле представља неодређеност датог мерења и што је она већа, то је већа и неодређеност. Класична физика претпоставља да је увек могуће истовремено мерити произвољан број физичких величина са произвољно малим неодређеностима. Ова претпоставка не важи у квантној физици и у општем случају такво мерење више није могуће те се стога мора формулисати нови принцип који ће дати везу између неодређености истовремено мерених величина. Овакав принцип је историјски први формулисао Вернер Хајзенберг 1927. године за положај и импулс. Математички формулисан он гласи

| {\displaystyle \sigma _{x}\sigma _{p}\geq {\frac {\hbar }{2}}~~} |
(ℏ је редукована Планкова константа, h / 2π).
тј. производ неодређености мерења положаја и импулса је увек већи или једнак половини редуковане Планкове константе. Ово значи да што прецизније меримо положај квантног објекта, истовремено мерење импулса ће бити неодређеније и обрнуто. Узрок овог понашања не лежи у несавршености мерних инструмената или опита већ је реч о општем математичком принципу који следи из међусобног односа физичких величина. Будући да је вредност константе на десној страни Хајзенбергове неједнакости реда величине 10-35 Џул-секунди релације неодређености нису значајне у макросвету.

## Интерпретација
У светлу честично-таласног дуализма релације неодређености добијају своју физичку интерпретацију. Ако честицу посматрамо као талас тада његова амплитуда одговара положају, а таласна дужина је обрнуто пропорционална импулсу. У том случају локализованој честици одговара талас са оштрим врхом и са великом амплитудом. Да би се добио тако оштар врх неопходно је да таласна дужина буде мала што одговара великом импулсу и његовој великој неодређености.

## Уопштење релација неодређености
За опсервабле представљене операторима {\displaystyle {\hat {A}}} и {\displaystyle {\hat {B}}} релација која повезује њихове неодређености {\displaystyle \Delta A} и {\displaystyle \Delta B} у датом стању система, гласи:
{\displaystyle \Delta A\Delta B\geq {\frac {1}{2}}|\langle [{\hat {A}},{\hat {B}}]\rangle |}
, где {\displaystyle \langle \rangle } означава очекивану вредност у датом стању. Овај став је математичке природе и он показује да су релације неодређености инхерентне структури квантне механике.
Одавде се директно уочава да се опсервабле чији оператори комутирају могу истовремено мерити са произвољном тачношћу.

## Релације неодређености за енергију и време
Друга позната релација неодређености се односи на енергију и време и она је идентична релацији која важи за положај и импулс. Она гласи
{\displaystyle \Delta E\Delta t\geq {\frac {\hbar }{2}}}
Међутим, ова релација се не може тривијално извести из општих релација неодређености будући да у нерелативистичкој квантној механици време није опсервабла. Иако је Пол Дирак развијајући своју релативистичку квантну механику понудио прецизно и добро дефинисано извођење које време третира симетрично са осталим координатама, данас је уобичајено да се користи следећа ригорознија релација
{\displaystyle \Delta E{\frac {\Delta B}{\left|{\frac {d\langle {\hat {B}}\rangle }{dt}}\right|}}\geq {\frac {\hbar }{2}}}
, где {\displaystyle \tau _{B}={\frac {\Delta B}{\left|{\frac {d\langle {\hat {B}}\rangle }{dt}}\right|}}} представља минимално време у току којега можемо уочити промену опсервабле B. Ово минимално време се узима као неодређеност времена.